# Matthew Goss
Matthew Harley Goss (1986. november 5. –) ausztrál profi kerékpáros. Jelenleg a HTC-Highroad versenyzője. Pályaversenyzőként 2-szeres junior világbajnok és 1-szeres felnőtt világbajnok, valamint 2 ausztrál bajnoki címe van. Országúton legnagyobb sikere a 2011-es országútikerékpár-világbajnokságon érte el, ahol ezüstérmet szerzett a mezőnyversenyben. Ezen kívül szintén 2011-ben megnyerte az egyik Monumentumot, a Milánó-Sanremót.
2016-ban visszavonult a versenyzéstől.

## Sikerei

### Pályaversenyeken
2004
- Junior pályavilágbajnokság madison versenye
  -  Junior-Világbajnok
- Junior pályavilágbajnokság csapat üldözőverseny
  -  Junior-Világbajnok

2005
- Ausztrál pályabajnokság csapat üldözőverseny
  -  1. hely

2006
- Pályavilágbajnokság csapat üldözőverseny
  -  Világbajnok
- Ausztrál pályabajnokság csapat üldözőverseny
  -  1. hely

### Országúti versenyeken
| 2005 - Tour of Japan - 1., 1. szakasz 2007 - Tour of Britain - 1., 3. szakasz - Eindhoveni Csapatidőfutam - 1. hely 2008 - Kuurne–Brussels–Kuurne - 3. hely - Tour of Britain - Pontverseny győztese - 1., 2. szakasz - 2., 5. szakasz - 2., 7. szakasz - Herald Sun Tour - Pontverseny győztese - 1., 1. szakasz 2009 - Gent–Wevelgem - 3. hely - Tour de Wallonie - 1., 3. szakasz - 1., 5. szakasz - Párizs–Brüsszel - 1. hely | 2010 - Giro d’Italia - 1., 9. szakasz - 2., 2. szakasz - 3., 4. szakasz (Csapatidőfutam) - Danmark Rundt - 1., 1. szakasz - 2., 4. szakasz - GP Ouest France–Plouay - 1. hely - Vuelta a España - 138., Összetett versenyben - 1., 1. szakasz (Csapatidőfutam) - 3., 12. szakasz 2011 - Tour Down Under - 2., Összetett versenyben - Sprintverseny győztese - 1., 1. szakasz - 3., 3. szakasz - 3., 5. szakasz - 3., 6. szakasz - Tour of Oman - 1., 2. szakasz - Párizs–Nizza - 1., 3. szakasz - 2., 2. szakasz - Milánó–Sanremo - 1. hely - Tour of California - 1., 8. szakasz - 3., 2. szakasz - Országúti világbajnokság mezőnyverseny - 2. hely |